# Bob vid olympiska vinterspelen 2002
Alla medaljer vanns av antingen Schweiz, Tyskland eller USA.

## Medaljörer
| Spel                          | Guld                                                        | Silver                                                     | Brons                                            |
| Herrar, fyramanna Detaljer... | Tyskland André Lange Enrico Kühn Kevin Kuske Carsten Embach | USA Todd Hays Randy Jones Bill Schuffenhauer Garrett Hines | USA Brian Shimer Mike Kohn Doug Sharp Dan Steele |
| Herrar, tvåmanna Detaljer...  | Tyskland Christoph Langen Markus Zimmermann                 | Schweiz Christian Reich Steve Anderhub                     | Schweiz Martin Annen Beat Hefti                  |
| Damer, tvåmanna Detaljer...   | USA Jill Bakken Vonetta Flowers                             | Tyskland Sandra Prokoff Ulrike Holzner                     | Tyskland Susi Erdmann Nicole Herschmann          |

## Medaljtabell
| Pl. | Nation   | Guld | Silver | Brons | Totalt |
| --- | -------- | ---- | ------ | ----- | ------ |
| 1   | Tyskland | 2    | 1      | 1     | 4      |
| 2   | USA      | 1    | 1      | 1     | 3      |
| 3   | Schweiz  | 0    | 1      | 1     | 2      |

## Herrar

### Dubbel
Både Langen och Zimmerman blev olympiska medaljörer för fjärde gången.
| Medalj | Lag                                      | Tid     |
| Guld   | (Markus Zimmerman, Christoph Langen)     | 3.10,11 |
| Silver | (Christian Reich, Steve Anderhub)        | 3.10,20 |
| Brons  | (Martin Annen, Beat Hefti)               | 3.10,62 |
| 4      | (Todd Hays, Garrett Hines)               | 3.10,65 |
| 5      | (Pierre Lueders, Giulio Zardo)           | 3.10,73 |
| 6      | (René Spies, Franz Sagmeister)           | 3.10,84 |
| 7      | (Wolfgang Stampfer, Martin Schützenauer) | 3.11,16 |
| 8      | (Günter Huber, Antonio Tartaglia)        | 3.11,64 |

### Fyrmans

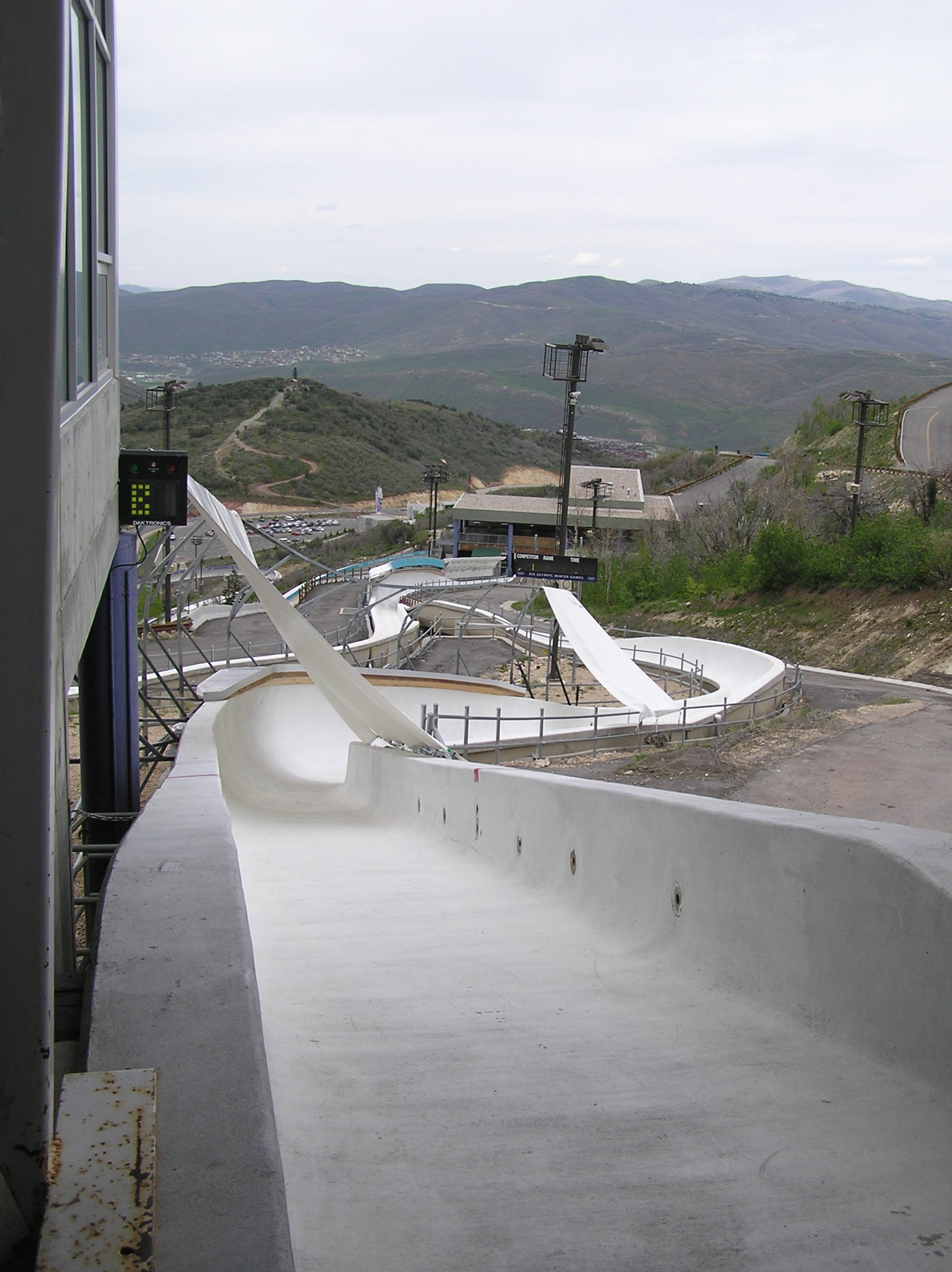
Starten

| Medalj | Lag                                                                    | Tid     |
| Guld   | (André Lange, Enrico Kühn, Kevin Kuske, Carsten Embach)                | 3.07,51 |
| Silver | (Todd Hays, Randy Jones, Bill Schuffenhauer, Garrett Hines)            | 3.07,81 |
| Brons  | (Brian Shimer, Mike Kohn, Doug Sharp, Dan Steele)                      | 3.07,81 |
| 4      | (Martin Annen, Silvio Schaufelberger, Beat Hefti, Cédric Grand)        | 3.07,95 |
| 5      | (Bruno Mingeon, Eric Le Chanony, Christophe Fouquet, Alexandre Arbez)  | 3.08,56 |
| 6      | (Christian Reich, Steve Anderhub, Guido Acklin, Urs Aeberhard)         | 3.08,59 |
| 7      | (Sandis Prusis, Marcis Rullis, Janis Silarajs, Janis Ozols)            | 3.09,06 |
| 8      | (Jevgenij Popov, Pjotr Makartjuk, Sergej Golubjev, Dmitrij Stepusjkin) | 3.09,15 |

## Damer

### Dubbel
Detta var första gången bob för kvinnor var med på programmet. Susi Erdmann hade tidigare tagit brons i rodel vid olympiska vinterspelen 1992. Vonetta Flowers var den första färgade personen som tog ett guld i vinter-OS.
| Medalj | Lag                                        | Tid     |
| Guld   | (Jill Bakken, Vonetta Flowers)             | 1.37,76 |
| Silver | (Sandra Prokoff, Ulrike Holzner)           | 1.37,06 |
| Brons  | (Susi Erdmann, Nicole Herschmann)          | 1.38,29 |
| 4      | (Françoise Burdet, Katharina Sutter)       | 1.38,34 |
| 5      | (Jean Racine, Gea Johnson)                 | 1.38,73 |
| 6      | (Eline Jurg, Nannet Kiemel)                | 1.39,18 |
| 7      | (Gerda Weissensteiner, Antonella Bellutti) | 1.39,21 |
| 8      | (Viktorija Tokovaja, Kristina Bader)       | 1.39,27 |